# Herbert Baker (scénariste)
Pour les articles homonymes, voir Herbert Baker et Baker.
Herbert Baker est un scénariste américain né le 25 décembre 1920 à New York (New York, États-Unis) et mort le 30 juin 1983 à Encino (États-Unis).

## Filmographie
- 1948 : So This Is New York
- 1952 : Jumping Jacks
- 1953 : Fais-moi peur (Scared Stiff)
- 1953 : Dream Wife
- 1953 : Big Leaguer
- 1954 : Francis Joins the WACS
- 1955 : Artistes et Modèles (Artists and Models)
- 1956 : La Blonde et moi (The Girl Can't Help It)
- 1957 : Amour frénétique (Loving You)
- 1958 : Bagarres au King Créole (King Creole)
- 1958 : An Evening with Fred Astaire (TV)
- 1959 : Don't Give Up the Ship
- 1966 : Bien joué Matt Helm (Murderers' Row)
- 1967 : Matt Helm traqué (The Ambushers)
- 1968 : Les requins volent bas (Hammerhead)
- 1977 : The John Davidson Christmas Special (TV)
- 1978 : Sextette
- 1980 : The Jazz Singer